# حزقيال غاليغوس
حزقيال غاليغوس (بالإسبانية: Ezequiel Gallegos)‏ هو لاعب كرة قدم أرجنتيني في مركز الوسط، ولد في 16 أبريل 1991 في سان خوستو في الأرجنتين. لعب مع هوراكان.

## وصلات خارجية
- حزقيال غاليغوس على موقع قاعدة بيانات كرة القدم.إي يو (الإنجليزية)
- حزقيال غاليغوس على موقع Soccerway.com (الإنجليزية)
- حزقيال غاليغوس على موقع AS.com (الإسبانية)